# (10227) Izanami
(10227) Izanami (1997 VO6) – planetoida z pasa głównego asteroid okrążająca Słońce w ciągu 5,54 lat w średniej odległości 3,13 j.a. Odkryta 4 listopada 1997 roku.